# 水滸傳 (1972年電影)
《水浒传》（英語：The Water Margin）是1972年張徹根据古典小说水浒传導演的香港功夫片，由姜大卫、谷峰等領銜主演。该片主要讲述梁山为了向晁盖报仇而去攻打曾头市的故事。其中收关胜等剧情则被省去。

## 劇情簡介
某日，在晁盖回梁山的时候，意外的遇到了想要荡平梁山的曾头市的人马的偷袭，虽说他最后被林冲救了回来，而晁盖最终因为重伤不治而死。
而后，梁山好汉们为了能够顺利的荡平曾头市，为了击败曾头市里最强大的史文恭，于是众人决定拉卢俊义入伙。
但是此时卢俊义的仆人李固也正想夺取卢俊义的家产，于是趁着梁山好汉和卢俊义谈话的时候，诬告卢俊义和梁山贼寇同流合污，于是卢俊义就被抓了起来。
而此时，曾头市的史文恭因为和卢俊义是同一师门，于是决定用先荡平梁山，然后再用自己的方式去救卢俊义。
但是最后，在梁山好汉的帮助下，卢俊义终于脱困，而在卢俊义的帮助下，众人终于击败了曾头市，史文恭最后也因为看到大势已去，于是自尽了……

## 演员
- 姜大卫 饰 燕青
- 狄龙  饰 武松
- 王钟 饰 石秀
- 樊梅生 饰 李逵
- 岳华 饰 林冲
- 谷峰 饰 宋江
- 丹波哲郎 饰 卢俊义
- 金峰 饰 吴用
- 郑雷 饰 王英
- 何莉莉 饰 扈三娘
- 雷龙 饰 秦明
- 秦沛 饰 花荣
- 张杨 饰 柴进
- 彭鹏 饰 鲁智深
- 罗威 饰 朱仝
- 李恒 饰 戴宗
- 梁尚云 饰 刘唐
- 陈观泰 饰 史进
- 刘丹 饰 雷横
- 何汉洲 饰 张横
- 李修贤 饰 张顺
- 吴池钦 饰 杨雄
- 胡威 饰 蔡福
- 杨泽霖 饰 蔡庆
- 午马 饰 时迁
- 佟林 饰 晁盖
- 黑泽年男 饰 史文恭
- 井淼 饰 曾父
- 张斌 饰 曾涂
- 唐炎灿 饰 曾升
- 黄培基 饰 曾索
- 王光裕 饰 曾密
- 陈全 饰 曾魁
- 田青 饰 李固
- 凌玲 饰 贾氏
- 李允中 饰 梁中书
- 沈劳 饰 张孔目
- 王清河 饰 书吏
- 刘刚 饰 李成
- 南宫勋 饰 闻达
- 李文泰 饰 董超
- 芦苇 饰 薛霸
- 萧潇 饰 翠红
- 蓝伟烈 饰 相扑班主
- 解元 饰 相扑手
- 王清 饰 相扑手

## 其他制作人员
- 摄影：龚慕铎
- 配乐：陈永煜
- 剪辑：郭廷鸿
- 道具：黎沃、何介夫
- 动作指导：唐佳、刘家良、刘家荣、陈全
- 服装设计:黄金巴、李琦
- 录音:王永华
- 布景师:曹庄生

## 奖项
本片荣获第十届金马奖优等剧情片奖。

## 相關連結
- 豆瓣链接 （页面存档备份，存于）
- 互联网电影数据库（IMDb）上《水浒传》的资料（英文）
- 香港影庫上《水浒传》的資料（繁體中文）